# Tu veneno (J Balvin)
Tu veneno è un singolo del cantante colombiano J Balvin, pubblicato il 19 marzo 2021.

## Video musicale
Il video musicale, reso disponibile in concomitanza con l'uscita del brano, è stato diretto da José-Emilio Sagaró.

## Tracce
Testi e musiche di José Álvaro Osorio Balvin, Jota, Keytin, Kris, Sky Rompiendo e Taiko.
1. Tu veneno – 2:36

## Formazione
- J Balvin – voce
- Sky Rompiendo – produzione
- Taiko – produzione

## Classifiche
| Classifica (2021)     | Posizione massima |
| --------------------- | ----------------- |
| Argentina             | 95                |
| Colombia              | 11                |
| Perù                  | 39                |
| Repubblica Dominicana | 1                 |
| Spagna                | 30                |